# Estación de Nou d’Octubre (Metrovalencia)
Nou d’Octubre es una estación de las líneas 3, 5 y 9 de Metrovalencia. Se inauguró en el año 1999, junto con las estaciones Mislata y Mislata-Almassil. 
Se encuentra en el distrito de Olivereta, en el barrio de Soternes, frente al Hospital General Universitario de Valencia.

## Accesos
Dispone de tres accesos en la calle Alcácer y uno en la avenida del Cid. El ascensor se sitúa en este último acceso.